# Benedictinas camaldulenses
Monjas Camaldulenses de la Orden de San Benito (oficialmente en latín: Moniales Camaldulensis Ordinis Sancti Benedicti) es una orden religiosa católica femenina de vida monacal, de monasterios autónomos y de derecho pontificio. El primer monasterio femenino fue fundado por Rodolfo, abad de la Orden de la Camáldula, en 1085. A las monjas de este instituto se las conoce como romualdinas, benedictinas camaldulenses o simplemente como camaldulenses. Sus miembros posponen a sus nombres las siglas O.S.B.Cam.

## Historia
Romualdo luego de fundar la Orden de la Camáldula en 1024, fundó igualmente dos monasterios femeninos, pero estos no se unieron, al menos no al inicio a la espiritualidad y regla de vida camaldulense. Por tanto, según la tradición, el primer monasterio camaldulense femenino propiamente dicho fue el de San Pietro di Luco (Borgo San Lorenzo-Italia), fundado por el sucesor de Romualdo, el abad Rodolfo, en 1085. Los monasterios femeninos han permanecido autónomos desde sus orígenes. Algunos estaban afiliados a la Orden camaldulense otros, en cambio, estaban sujetos al obispo local. Durante los siglos XI y XII, el monasterio de San Pedro di Luco, alcanzó una fama tal que la abadesa del mismo, gobernaba también sobre los monjes vecinos. A este monasterio pertenecieron Inés y Juana de Bagno di Romagna.

## Organización
La rama de monjas de la Orden camaldulense está constituida por diez monasterios autónomos, sujetos a la autoridad del obispo local, cada uno elige su propia abadesa. Para mantener la total independencia, estos monasterios no forman parte físicamente de la rama masculina ni están congregados o federados entre sí. Existen otros monasterios femeninos, fuera de estos diez, que viven según la regla camaldulense, solo el de Windsor (Nueva York), en los Estados Unidos está federado a la rama masculina.
En 2015, las benedictinas camaldulenses eran unas 155 monjas y los diez monasterios se encontraban en Francia, Italia, Polonia y Tanzania. Estas monjas se dedican totalmente a la vida de oración y al trabajo manual, viviendo según el modelo camaldulense de la Regla de San Benito. Se inspiran en la obra de Romualdo, fundador de la Camáldula, razón por la cual también son conocidas como romualdinas.